# Pont Neuf (Châtillon)
Pour les articles homonymes, voir Pont Neuf.
Le pont Neuf se situe à Châtillon. Il relie le bourg au village de Chaméran, et enjambe le torrent Marmore.

## Histoire
Le pont Neuf a été construit en 1776 devant la maison communale, en amont du pont romain et au-dessus de la fonderie Gervasone. Il a permis la prolongation de la route qui traverse le bourg vers le hameau de Chaméran. À la base du pont se situait l'hôtel Londres, où séjourna Edward Whymper.
Il est cité par Édouard Aubert dans son ouvrage La Vallée d'Aoste en tant que « monument remarquable ».